# Los Llupians
Los Llupians és un indret del terme municipal d'Isona i Conca Dellà, a l'antic terme d'Orcau, al Pallars Jussà.
El lloc és al sud-oest del poble d'Orcau, a l'extrem sud-occidental del seu antic terme. És, però, a prop i a l'oest-nord-oest de Figuerola d'Orcau i al nord-est del Molí de Suterranya. Es troba a prop i a la dreta del riu d'Abella.